# غونزالو دي سالازار
غونزالو دي سالازار (بالإسبانية: Gonzalo de Salazar)‏ هو طبيب إسباني، ولد في 1492 في غرناطة في إسبانيا، وتوفي في 1564 في إسبانيا الجديدة.